# واژه‌های ساخته‌شده از اسب

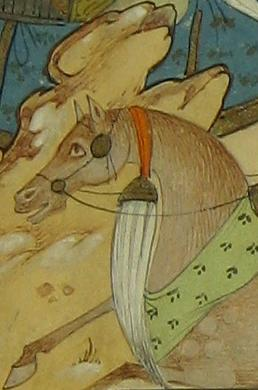
سر یک اسب در یکی از مینیاتورهای ایرانی مربوط به یکی از دست‌نوشته‌های مثنوی مولوی از سال ۸۹۱ق. /۱۴۸۶م.

در این مقاله فهرستی از صفت‌های اسب یا نام‌های برساخته از واژهٔ اسب آمده‌است.

## صفت‌های گوناگون برای اسب
- اَبرَش: اسبی که در پوستش لکه‌هایی به غیر از رنگ اصلی‌اش وجود داشته باشد.∗
- باره یا بارگی: به معنی مطلق اسب گفته می‌شود و ربطی به باربری ندارد.
- بالاد و بالاده: اسب تندرو یا اسب یدکی.
- بور: اسب قهوه ای مایل به سرخ.
- بوز: اسب نیله (کبودرنگ).
- توسن: اسب سرکش.
- جُرده: اسب اخته.
- چرمه: کلا به معنی اسب،[۱] یا اسب سپید یا اسبی که دست و پایش سپید باشد.
- خنگ: اسب سپید.
- سمند: اسب زرد.
- شولک: اسب تیزرفتار[۲]
- نَوَند: اسب تندرو.
- یَکران: اسب نژاده و نجیب.

عمر خیام در کتاب نوروزنامه نام گونه‌های اسب را چنین بیان می‌کند:
- الوس‌چرمه، سرخ‌چرمه، تازی‌چرمه، خنگ، بادخنگ، مگس‌خنگ، سبزخنگ، پیسهٔ کمیت، کمیت، شبدیز، خورشید، گور سرخ، زردرخش، سیارخش، خرماگون، چشینه، شولک، پیسه، ابرگون، خاک‌رنگ، دیزه، بهگون، میگون، بادروی، گلگون، ارغون، بهارگون، آبگون، نیلگون، ابرکاس، باوبار، سپیدزرده، بورسار، بنفشه‌گون، ادس، زاغ‌چشم، سبزپوست، سیمگون، ابلق، سپید، سمند.∗

## نام‌های ساخته شده با پسوند اسب
- گرشاسب (دارندهٔ اسب لاغر)
- گشتاسب (دارندهٔ اسب نر)
- لهراسب (دارندهٔ اسب تیزرو)
- ارجاسب (دارندهٔ اسب ارزنده)
- جاماسب (دارندهٔ اسب درخشان)
- تهماسب (دارندهٔ اسب پهلوان‌تن)
- بیوراسب (دارندهٔ ده هزار اسب)
- زرسب (دارندهٔ اسب قزل)
- آریاسب (دارندهٔ اسب آریایی)
- اراسپ (دارندهٔ ی اسب تندرو)
- شیدسب (دارندهٔ اسب فروغ‌مند)
- هوکاسب (دارندهٔ اسب زیبا)
- هیتاسب (دارندهٔ اسب بر گردونه)
- شیرسب (دارندهٔ اسب شیرمانند)
- گردان‌اسب (دارندهٔ اسب دلیر)
- سیاوسب (دارندهٔ اسب سیاه)
- ویشتاسپ (به نظر همان گشتاسپ است)
- هیدراسب
- ساتاسب